# 精麻
精麻（せいま）とは、大麻の茎から取れた皮から表皮を取り除き、靱皮部分を取り出したもの。 独特の光沢を持つ強靭な繊維で、麻といえば、かつてはこの精麻を指した。

## 用途
衣服、釣り糸や漁網、太鼓や鼓の皮を止める縄、凧糸、下駄の芯縄など幅広く用いられた。 特に衣服は「綿が日本で本格的に栽培され始める以前、庶民は麻をまとっていた」と書かれるほど、広く普及していた。
尚、精麻に空気や水、他の物質を浄化する作用はない。

## 神道における役割
現在、精麻の多くは神道儀式の場で使われ、繊維の輝きがあるほど、祓い清めの力が強いと考えられている。 神職が振る、払い串に巻きつけられるほか、全国の神社を通して毎年800万体以上配られるお札「神宮大麻」に用いられる。 また、神道儀式である大相撲の横綱の綱も精麻で作られている。

## 加工方法
大麻は日本各地で栽培され、地域ごとに様々な方法で精麻に加工されていた。 現在も精麻の生産を行なっている栃木県では、茎の収穫後、直ちに熱湯で１～２分ほど茹で、 天日で数日間乾燥させたのち「オドコ」と呼ばれる発酵場で寝かせ、茎と表皮に分離させる。 その後、直ちに「アサヒキ」という表皮滓を削り取る加工を行い、純粋な靱皮を取り出す。